# Nikolaos Chountis

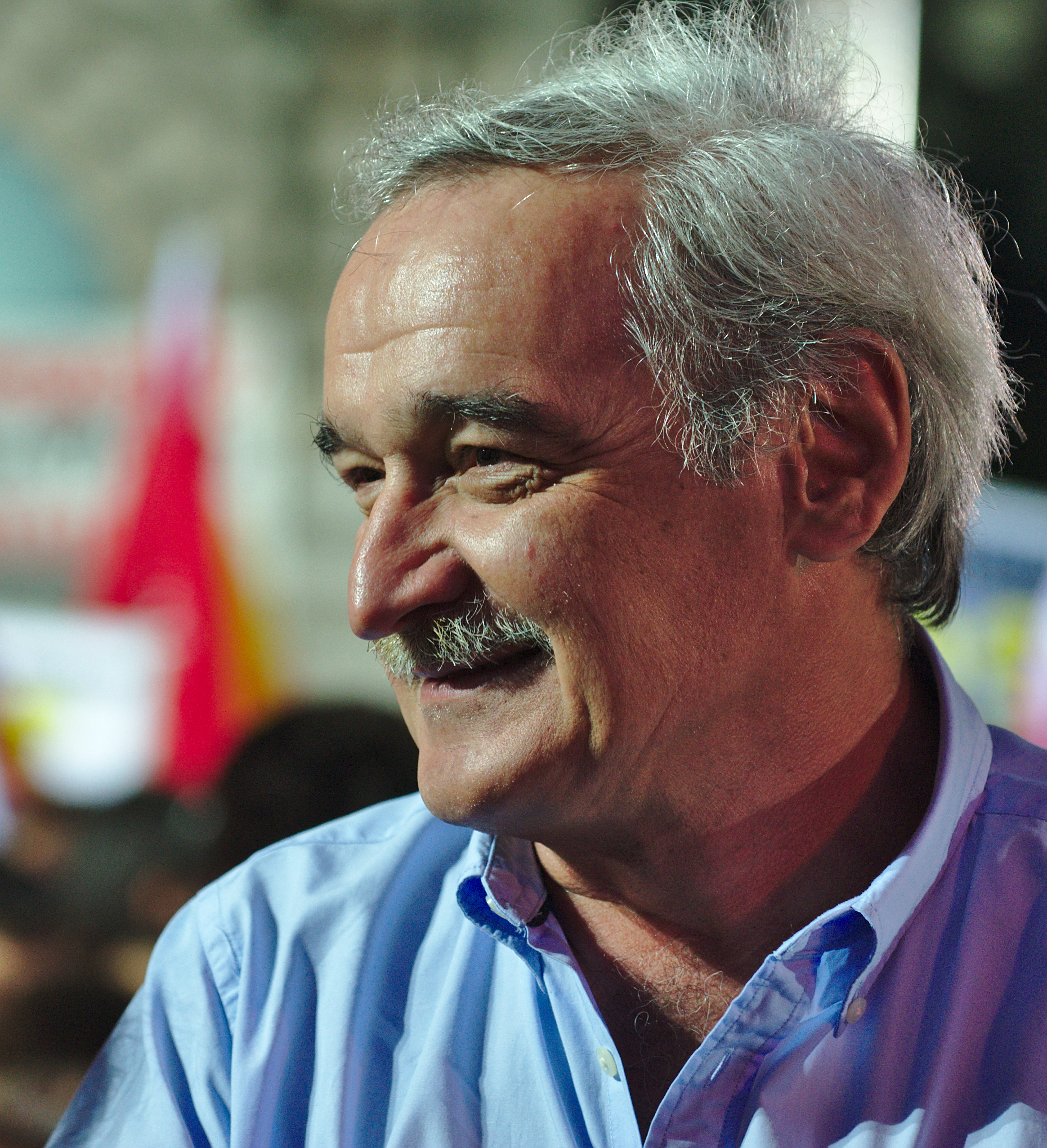

Nikolaos Chountis (griechisch Νικόλαος Χουντής; * 17. September 1953 in Langadia) ist ein griechischer Politiker. Er gehörte zunächst der Partei Synaspismos an, die später im SYRIZA aufging.
Chountis absolvierte zwei Studiengänge, einmal in Elektrotechnik an der Technischen Universität Athen und danach in politischen Wissenschaften und internationalen Studien an der Pantion-Universität Athen. Später war er als Ingenieur tätig. Von 2005 bis 2009 war er Sekretär im Parteivorstand des Synaspismos. Mitte 2004 gehörte er für drei Monate dem Europäischen Parlament an, von 2009 bis 2014 als Abgeordneter des SYRIZA. Er ist Mitglied im Zentralkomitee des SYRIZA und seit dem 27. Januar 2015 stellvertretender Außenminister mit Zuständigkeit für europäische Angelegenheiten im Kabinett Tsipras. Am 13. Juli 2015 trat er als stellvertretender Außenminister zurück und gab auch seinen Parlamentssitz auf. Seit 20. Juli 2015 ist Chountis wieder als Abgeordneter im Europäischen Parlament tätig.